# 伯爵 (电影)
《伯爵》（英語：El Conde）是2023年上映的智利黑色幽默恐怖电影，由帕布罗·拉拉因执导，拉拉因与吉列尔莫·卡尔德隆编剧，海梅·瓦德尔、格洛利亚·蒙奇梅尔、阿尔弗雷多·卡斯特罗和保拉·鲁辛格主演。电影将智利独裁者奥古斯托·皮诺切特刻画成一只活了250岁的吸血鬼，讲述他一心求死的心路历程。
电影于2023年8月31日在第80屆威尼斯影展首映，获最佳编剧奖。2023年9月15日，皮诺切特政变50周年的四天后，电影上线Netflix。电影在第96届奥斯卡金像奖中获得最佳摄影奖提名。

## 剧情
故事发生在18世纪的法国，保皇派士兵克劳德·皮诺切特利用自己的吸血鬼能力，躲过一场针对他的谋杀。目睹法国大革命及玛丽·安托瓦内特被处决，他伪造了自己的死亡，逃到国外，在之后的两个世纪内参与对镇压反对派的残酷运动。
几经辗转之下，皮诺切特于1935年来到智利，加入智利陆军，化名奥古斯托·皮诺切特，最终荣升将军，在1973年政变推翻了萨尔瓦多·阿连德的社会主义政府，成为了统治国家的独裁者。皮诺切特要求家人用“伯爵”来称呼他。待到皮诺切特失势后，政府开始调查他的巨额非法财物，以及侵权人权的历史。于是皮诺切特再次伪造死亡，在偏远的农场度过归隐的生活。
就这样，皮诺切特在人世活了整整250年，生存意志逐渐消耗殆尽。皮诺切特在世上只牵挂两个人，一个是他的妻子露西娅，一个是一直以来服务他的管家费奥多尔。费奥多尔出身于俄国白军，他被皮诺切特咬了之后，也变成了吸血鬼。费奥多尔穿上皮诺切特的军装，跑到圣地亚哥的街上大肆杀人，并把死人的心脏挖出来吃掉。
皮诺切特认为他们的父亲负有很大的责任，另一方面急于继承父亲的巨额财务。他们雇了一位名叫卡门的修女来审计家里的财富，以审计财富的名义给皮诺切特驱魔，继而将他杀死。于是乎，一行人来到皮诺切特的农场，卡门跟随在后。
卡门用流利的法语俘获了皮诺切特。皮诺切特发现费奥多尔与露西娅有染，但还是选择视而不见，毕竟他对露西娅也厌烦了。卡门采访了皮诺切特一家子，了解他们碰到的法律问题，以及他们的财务状况。她将访问内容汇总成一份档案，事后把档案藏在自己房间里。
最终卡门向皮诺切特公开了自己的修女身份，准备给他驱魔。不料皮诺切特的气场把她镇住，两人继而发生性关系，期间皮诺切特也把卡门变成了吸血鬼。此事惊动了皮诺切特的母亲玛格丽特·撒切尔，只见她也来到农场。原来，皮诺切特出生后，撒切尔被一只斯特里戈伊强奸、咬伤，之后她把皮诺切特扔进了孤儿院。
玛格丽特对卡门向皮诺切特示爱感到厌恶，要求皮诺切特杀死卡门。看完皮诺切特炫耀的财富，卡门透露了自己的真实目的：假装爱上皮诺切特，让皮诺切特把自己变成吸血鬼，继而渗透到皮诺切特一家，按照罗马天主教会的指示搜集皮诺切特一家进行腐败交易的情报。
卡门逃跑的时候，被费奥多尔抓住，用断头台处决，随后费奥多尔烧掉了卡门的文档。费奥多尔、露西娅与皮诺切特的孩子计划杀害皮诺切特，从而继承他的巨额财富。结果皮诺切特用木桩刺穿了露西娅的心脏，将她杀死，之后又用一把锯子斩首了费奥多尔。
皮诺切特的孩子尽量抢救农场。他们离开的时候，其他修女来到农场，查看空荡荡的房屋和一扫而光的财产。皮诺切特与玛格丽特利用吸血鬼心脏轮回复活后离开农场，共同走向新生活。重新变成小男孩的皮诺切特选择留在智利，说贫穷会催生大量左翼分子。对此，玛格丽特表示：“如果你想说些什么，就去问一个男人。如果你想做些什么，就去问一个女人。”

## 演员
- 海梅·瓦德尔（英语：Jaime Vadell） 饰 奥古斯托·皮诺切特[7]
  - 克莱门特·罗德里格斯（Clemente Rodríguez）饰 克劳德·皮诺切特（Claude Pinoche）
- 格洛利亚·蒙奇梅尔 饰 露西娅·西里亚特
- 阿尔弗雷多·卡斯特罗（英语：Alfredo Castro (actor)） 饰 费奥多尔（Fyodor）
- 保拉·鲁辛格（英语：Paula Luchsinger） 饰 卡门（Carmen）
- 卡塔利娜·格拉（英语：Catalina Guerra） 饰 露西安娜（英语：Lucía Pinochet）
- 马尔西亚·塔格莱（西班牙语：Marcial Tagle） 饰 汉尼拔（Aníbal）
- 安帕罗·诺格拉（英语：Amparo Noguera） 饰 梅赛德斯（Mercedes）
- 迭戈·穆尼奥斯（英语：Diego Muñoz） 饰 曼努埃尔（Manuel）
- 安东尼娅·泽格斯（英语：Antonia Zegers） 饰 哈辛塔（Jacinta）
- 斯特拉·戈内特（英语：Stella Gonet） 饰 玛格丽特·撒切尔

## 制作
主体摄影于2022年6月24日启动。

## 发行
电影于2023年8月31日在第80屆威尼斯影展首映，9月7日在智利和阿根廷部分影院上映，9月8日在美国部分影院上映，9月15日在Netflix全球上线。

## 反响
根据評論匯總网站爛番茄汇总的115篇评论文章，82%的评论家给予该作正面评价，平均打分为7分（满分10分）。该网站总结的评论家共识是“《伯爵》是一部植根于现实生活恐怖的黑暗疯狂讽刺作品，帕布罗·拉拉因重新审视了熟悉的主题，但又不失其挑衅性的力量。”在Metacritic上，30位影評人共給予了72分的分數（滿分100分），這部電影獲得了「普遍好評」。

### 奖项
| 大奖                           | 颁奖日期       | 奖项         | 获得者                           | 结果  | 参考          |
| ------------------------------ | -------------- | ------------ | -------------------------------- | ----- | ------------- |
| 威尼斯电影节                   | 2023年9月9日   | 金獅獎       | 帕布罗·拉拉因                    | 提名  | [ 18 ]        |
| 威尼斯电影节                   | 2023年9月9日   | 最佳劇本     | 帕布罗·拉拉因、吉列尔莫·卡尔德隆 | 獲獎  | [ 19 ] [ 20 ] |
| Camerimage電影攝影藝術國際影展 | 2023年11月18日 | 银青蛙奖     | 爱德华·拉赫曼                    | 獲獎  | [ 21 ]        |
| IndieWire影评人票选            | 2023年12月11日 | 最佳摄影     | 爱德华·拉赫曼                    | 第8名 | [ 22 ]        |
| 美国电影摄影师协会             | 2024年3月3日   | 最佳电影摄影 | 爱德华·拉赫曼                    | 待定  | [ 23 ]        |
| 奥斯卡金像奖                   | 2024年3月10日  | 最佳攝影     | 爱德华·拉赫曼                    | 提名  | [ 24 ]        |